# Superficie (topología)
ㅤPara una cobertura más amplia de este tema, véase: Superficie (matemáticas)

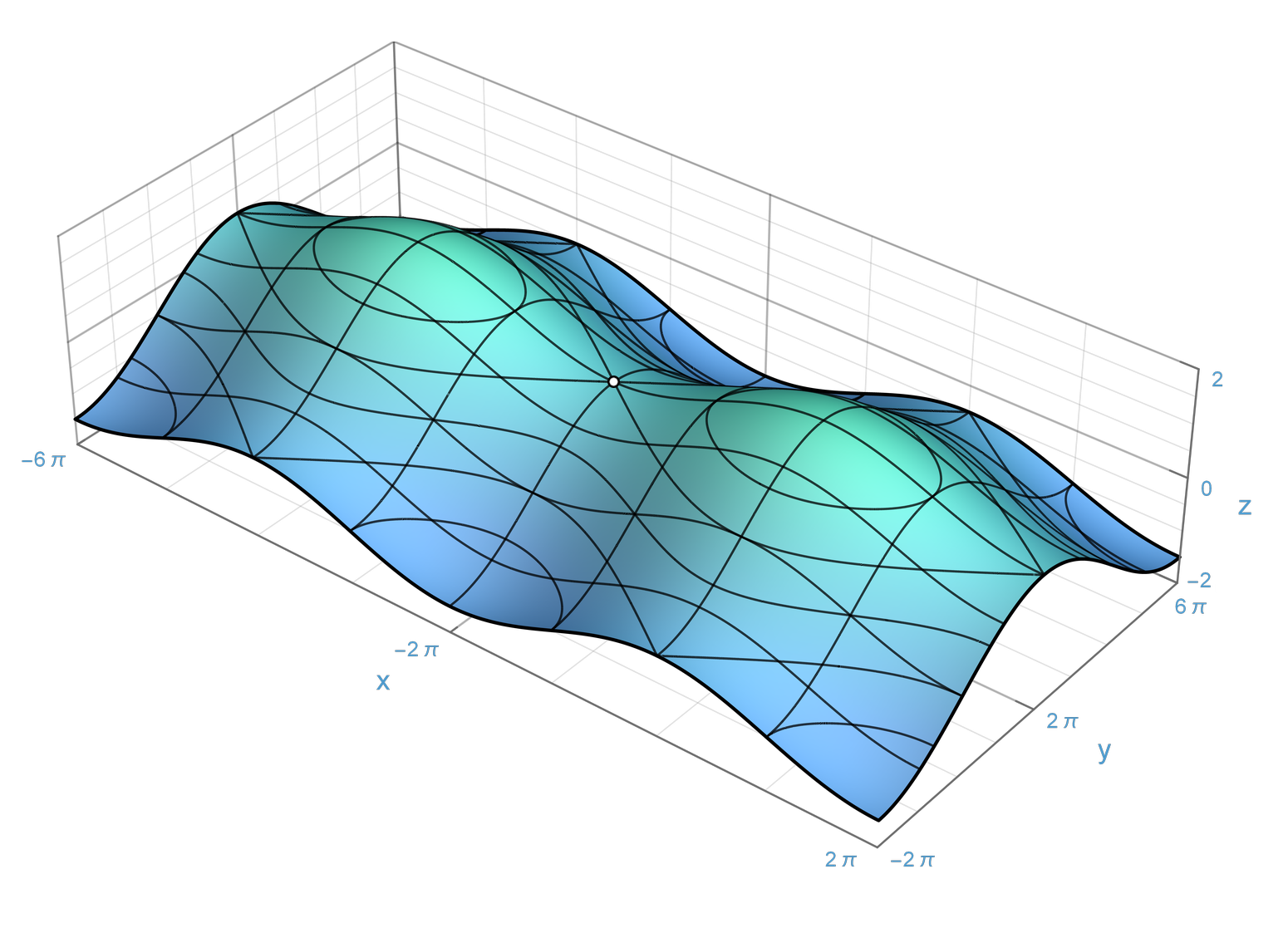
Una superficie abierta con los contornos, y mostrados.

En la parte de las matemáticas denominada topología, una superficie es una variedad bidimensional. Algunas superficies surgen como límites de sólidos tridimensionales; por ejemplo, la esfera es el límite del sólido bola. Otras superficies surgen como gráficos de funciones de dos variables; véase la figura de la derecha. Sin embargo, las superficies también pueden definirse de forma abstracta, sin referencia a ningún espacio ambiental. Por ejemplo, la botella de Klein es una superficie que no puede incrustarse en un espacio euclidiano tridimensional.
Las superficies topológicas están a veces dotadas de información adicional, como una métrica de Riemann o una estructura compleja, lo que las conecta con otras disciplinas matemáticas, como la geometría diferencial y el análisis complejo. Las distintas nociones matemáticas de superficie pueden utilizarse para modelizar superficies en el mundo físico.

## En general

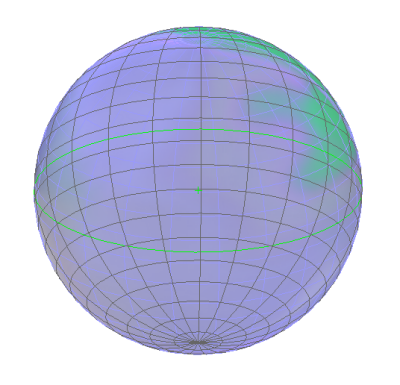
La esfera, una clase de superficie tridimensional.

En matemáticas, una superficie es una forma geométrica que se asemeja a un plano deformado. Los ejemplos más conocidos surgen como límites de objetos sólidos en el espacio euclidiano ordinario R3, como las esferas. La definición exacta de una superficie puede depender del contexto. Normalmente, en la geometría algebraica, una superficie puede cruzarse a sí misma (y puede tener otras singularidades), mientras que no puede hacerlo en topología y la geometría diferencial.

## Propiedades y tipos de superficies
Las superficies usuales son versiones curvadas del plano, de hecho son localmente homeomorfas a él. No es extraño por tanto que varios tipos de superficies interesantes en las aplicaciones, se definan a partir de propiedades de curvatura respecto al plano euclídeo o en términos de isometrías. Además otros conceptos topológicos interesantes como la orientabilidad permiten expresar formalmente ciertas propiedades de las superficies.

### Superficies cerradas

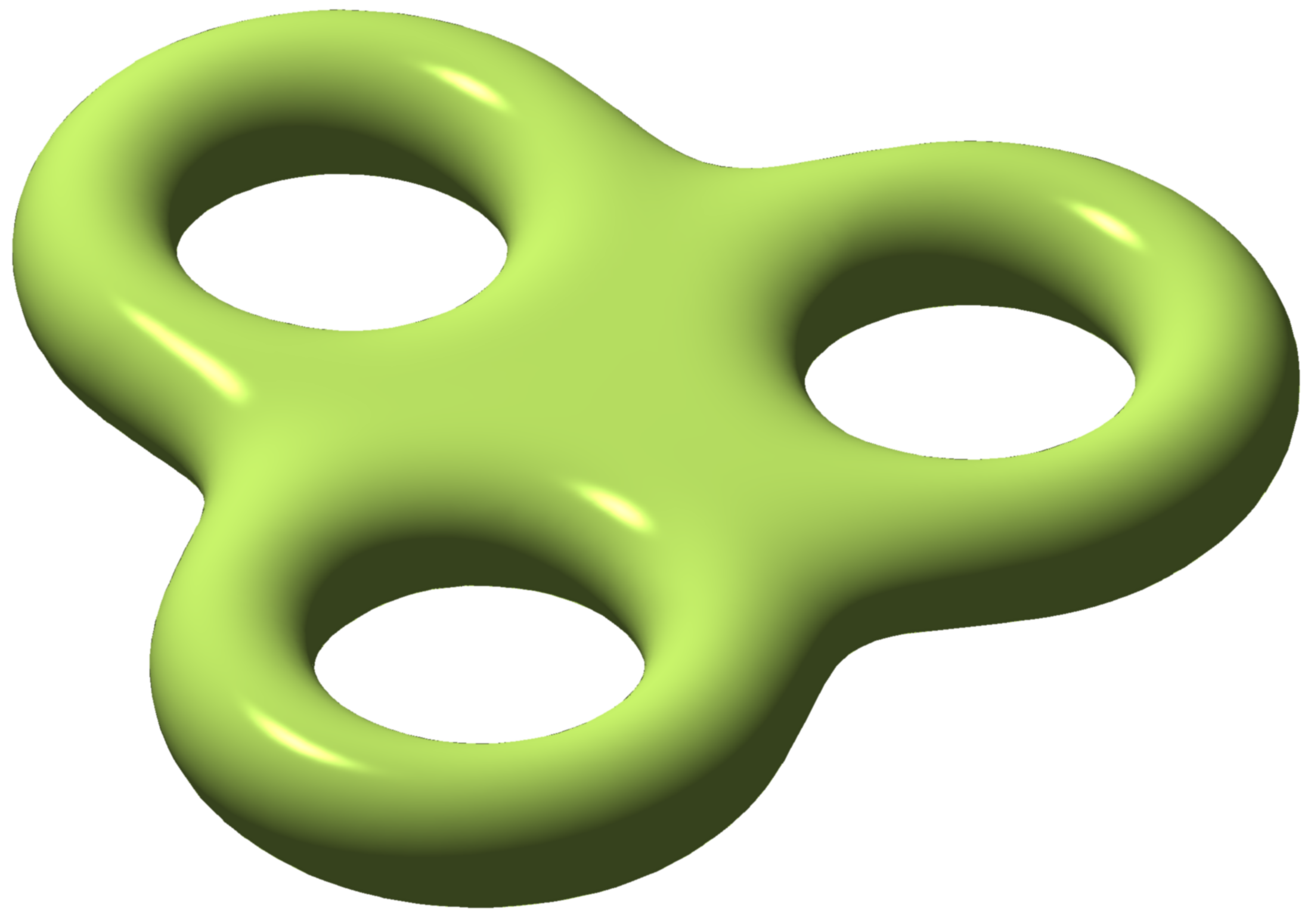
Un ejemplo de una superficie cerrada y múltiplemente conexa es el triple toro.

Intuitivamente una superficie cerrada en el espacio tridimensional es cualquier superficie que encierra un volumen, dividiendo a dicho espacio en una región "acotada" y una región "no acotada". En 4 o más dimensiones también existen superficies cerradas pero la noción intuitiva anterior no es válida, ya que las superficies cerradas en más dimensiones no dividen al espacio de esta forma. 
- Puede comprobarse que en tres dimensiones una superficie sin borde encierra un volumen, como por ejemplo la esfera y el toro o "donut", estas superficies son además superficies orientables. De hecho todas las superficies cerradas inmersas en el espacio tridimensional son orientables, a diferencia de lo que ocurre en más dimensiones.
- Otras superficies cerradas más exóticas son el plano proyectivo y la botella de Klein (definible en 4 dimensiones).
- Un disco (en {\displaystyle \mathbb {R} ^{2}}), un cilindro de altura finita o la banda de Möbius son ejemplos de superficies con frontera. Como la imagen de la derecha.

### Superficies desarrollables, regladas y alabeadas
Algunas superficies tienen propiedades interesantes que son expresables en términos de su curvatura, estos tipos son las superficies desarrollables, regladas y alabeadas:
- Intuitivamente una superficie es desarrollable si puede fabricarse a partir de un plano euclídeo mediante "doblado". El cono y el cilindro son desarrollables, lo cual se manifiesta en que se pueden construir modelos apropiados a partir de una hoja de papel o cartulina plana. Formalmente dada una superficie desarrollable existe una isometría entre la superficie y el plano euclídeo. Una condición necesaria y suficiente para que una superficie se desarrollable, se desprende del theorema egregium de Gauss, es que la curvatura gaussiana de dicha superficie sea idénticamente nula.
- Una superficie  es reglada cuando el plano tangente para cada punto de la misma contiene una línea recta completamente contenida sobre la superficie. Una condición necesaria es que la segunda forma fundamental sea en ese punto una forma cuadrática indefinida y por tanto la curvatura gaussiana es negativa.
- Una superficie alabeada es una superficie reglada y no-desarrollable.

### Superficies orientables

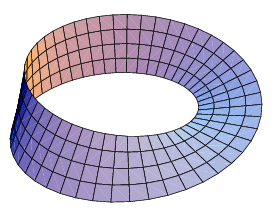
La banda de Möbius es una superficie no-orientable con una frontera (su frontera es una curva cerrada simple).

Una última propiedad menos intuitiva es la de orientabilidad, que permite distinguir entre superficies orientables y no-orientables. Una superficie orientable puede definirse simplemente como una variedad orientable de dimensión dos, donde toda curva cerrada simple contenida tiene una vecindad regular homeomorfa a un cilindro abierto. Cualquier variedad de dimensión dos que no es orientable es una superficie no-orientable. Esto es, existe al menos una curva cerrada simple contenida que tiene una vecindad regular homeomorfa a una banda de Möbius.
Las superficies orientables cerradas tienen la propiedad de dividir el espacio tridimensional (donde siempre pueden ser encajadas) en dos regiones diferentes y disjuntas: una acotada por dicha superficie que es de volumen finito y otra no acotada exterior a dicho volumen. 
Este término se utiliza para distinguirlas de las superficies que no encierran nada en su interior, como un plano infinito en referencia al espacio tridimensional. Es imposible hablar de que las superficies no orientables dividan el espacio tridimensional pues estas superficies no pueden ser encajadas en él.

## Teorema de clasificación de superficies cerradas
Un importante resultado matemático es el teorema de clasificación de superficies cerradas, el cual afirma que toda superficie cerrada (es decir, compacta y sin frontera o borde) es homeomorfa a algún miembro de las siguientes tres familias de superficies:
1. la esfera;
2. la suma conexa de {\displaystyle g\,}-toros, siendo {\displaystyle g\geq 1};
3. la suma conexa de k planos proyectivos reales, siendo {\displaystyle k\geq 1}.

Dicho de otra manera, las superficies anteriores son todas las superficies cerradas que existen (salvo homeomorfismo). Las superficies de las dos primeras familias son orientables. Es conveniente combinar las dos primeras familias, considerando la esfera como la suma conexa de cero toros. El número g de toros involucrados en la construcción se denomina género de la superficie. Puesto que la esfera y el toro tienen características de Euler 2 y 0, respectivamente, se deduce que la característica de Euler de la suma conexa de g toros es precisamente {\displaystyle 2-2g\,}.

Deformando una 2-variedad con frontera.

Las superficies de la tercera familia son no-orientables. La característica de Euler del plano proyectivo real es 1, así la suma conexa de k de ellos es {\displaystyle 2-k\,}.
De todo esto se sigue, que una superficie cerrada está determinada -salvo homeomorfismo- por dos propiedades: el valor numérico de su característica de Euler (o su género) y si es o no-orientable.
Es posible clasificar también las superficies que no son cerradas (es decir, con frontera). Esto se obtiene como el esquema anterior, añadiendo el número de fronteras que tiene la superficie.